# Rohnert Park
La ville de Rohnert Park est située dans le comté de Sonoma, dans l’État de Californie, aux États-Unis. Sa population s’élevait à 40 971 habitants lors du recensement de 2010, estimée à 42 622 habitants en 2016.

## Démographie
| 1970  | 1980   | 1990   | 2000   | 2010   | - |
| ----- | ------ | ------ | ------ | ------ | - |
| 6 133 | 22 965 | 36 326 | 42 236 | 40 971 | - |

## Jumelages
Hashimoto (Japon)

## Source
- (en) Cet article est partiellement ou en totalité issu de l’article de Wikipédia en anglais intitulé « Rohnert Park, California » (voir la liste des auteurs).

1. ↑  « Statistiques des États-Unis - Californie - Profils des communautés de 2010 » (consulté en novembre 2020)